# Enoch Ingers
Enoch Andersson Ingers, född 1 september 1870 i Maglehems församling, Kristianstads län, död 23 november 1951 i Sankt Peters klosters församling, Malmöhus län, var en svensk skolledare. 
Han var gift med Malin Holmström-Ingers och far till Ingemar och Gertrud Ingers.
Ingers blev filosofie kandidat vid Lunds universitet 1892, vid Uppsala universityet 1894, studerade konsthistoria i Berlin och Dresden 1898, blev filosofie licentiat vid Lunds universitet 1900 och filosofie doktor 1908, Han blev lärare vid Lunnevads folkhögskola 1895, andre lärare vid Hvilans folkhögskola 1896 och var dess rektor 1908–1935. Han var statens folkhögskoleinspektör 1913–1932, extra lärare i pedagogik vid Alnarp 1912–1938, vice ordförande i Malmöhus läns hemslöjdsförening 1910 och verksam som populärvetenskaplig föreläsare. 
Ingers författade Erik Lindschöld, biografisk studie (1908), Drag ur Simrishamns historia (1912), Författningar rörande folkhögskolor (1931), Ljusets bonde (om Nils Månsson i Skumparp, 1938) och Bonden i svensk historia (del I (1943), II (1948) och III (1956) slutförd av Sten Carlsson efter EI:s död) . Han var medredaktör av samlingsverket Gammal allmogeslöjd från Malmöhus län, och skrev tidskriftsuppsatser i historiska och pedagogiska ämnen, rörande folkbibliotek m.m. 
Makarna Ingers är begravda på Tottarps kyrkogård.